# Burnt Offerings (filme)
Burnt Offerings (bra: A Mansão Macabra; prt: Férias Macabras) é um filme estadunidense de 1976, do gênero terror sobrenatural, dirigido por Dan Curtis, e estrelado por Karen Black e Oliver Reed. O roteiro que Curtis coescreveu ao lado de William F. Nolan foi baseado no romance homônimo de 1973, de Robert Marasco.
A trama retrata a história de uma família que começa a se dissolver depois que forças sobrenaturais aparecem em uma grande propriedade que eles alugaram para o verão.
Mesmo recebendo críticas mistas dos críticos, o filme ganhou vários prêmios em 1977. Originalmente ambientado em Long Island, Nova Iorque, a adaptação do romance se moveu inteiramente para a Califórnia, o que fez o filme ser o primeiro a ser filmado na Dunsmuir House em Oakland, Califórnia.

## Sinopse
O escritor Ben Rolf (Oliver Reed), sua esposa Marian (Karen Black), e seu filho de doze anos Davey (Lee Montgomery) recebem a oferta de alugar uma mansão centenária por um preço baixíssimo, mas somente com a condição de continuarem abrigando e alimentando uma idosa de 85 anos que já reside no sótão. Eles topam, e a família finalmente chega na casa junto com a tia idosa de Ben, Elizabeth (Bette Davis). Mesmo com tudo a favor de ser um verão extraordinário, os Rolfs percebem ter algo de errado quando forças sobrenaturais parecem existir no local.

## Elenco
- Karen Black como Marian Rolf
- Oliver Reed como Ben Rolf
  - Todd Turquand como Ben (jovem)
- Burgess Meredith como Arnold Allardyce
- Eileen Heckart como Rosalyn "Roz" Allardyce
- Lee Montgomery como Davey Rolf
- Bette Davis como Elizabeth Rolf
- Dub Taylor como Walker
- Anthony James como Motorista do Carro Fúnebre

## Produção
Em um artigo da revista Variety publicado em 11 de dezembro de 1969, foi anunciado que um projeto chamado "Burnt Offerings" seria dirigido por Bob Fosse a partir de um roteiro de Robert Marasco; Turman Films e Cinema Center Films seriam as companhias produtoras, e Lawrence Turman atuaria como produtor executivo. Embora não tenha sido materializado, um romance homônimo de Marasco foi publicado em 1973. O Instituto Americano de Cinema indutivamente argumentou que o livro pode ter sido escrito com base no roteiro não produzido.
"Burnt Offerings" foi dirigido por Dan Curtis, e foi o único longa original que ele dirigiu. Curtis era mais conhecido por trabalhos de terror na televisão, como a série de televisão "Dark Shadows" (1966–1971); e filmes, como "House of Dark Shadows" (1970), "Night of Dark Shadows" (1971), e "The Night Stalker" (1972) – adaptações cinematográficas da série que foram lançadas nos cinemas. Quando recebeu a proposta para dirigir o projeto, ele achou o romance no qual a produção é baseada desinteressante, principalmente o que chamou de final cheio de "nada", e brincou consigo mesmo: "Aposto que algum idiota que não sabe o que está fazendo vai aparecer e fazê-lo".
William F. Nolan removeu do roteiro o primeiro terço do livro, onde a família ainda estava na cidade de Nova Iorque, por achar que a parte não funcionava com sua adaptação. O motorista do carro fúnebre, interpretado por Anthony James, foi o único personagem concebido por ele e o único feito exclusivamente para o filme.
As filmagens ocorreram em agosto de 1975 na Dunsmuir House, localizada em Oakland, Califórnia. De acordo com um comentário em áudio no DVD do filme que envolvia Dan Curtis, William F. Nolan e Karen Black, Curtis revela que o motivo para utilizar a máquina de fumaça no filme era gravar as "partículas" no ar.
Bette Davis supostamente teve conflitos com Karen Black, sentindo que Black não estendeu a ela um grau apropriado de respeito, e que seu comportamento no set de filmagem não era profissional.

## Recepção
Mike Petryni, crítico do jornal The Arizona Republic, ficou assustado com o filme, principalmente com o motorista sorridente, mas sentiu que a produção foi arruinada pela ênfase em emoções constantes em vez de horror sutil. Ele também estava confuso sobre vários conceitos cenográficos, como por que Marian estava manuseando as bandejas da Sra. Allardyce em certo momento do filme.
George Anderson, para o jornal Pittsburgh Post-Gazette, criticou o filme pela dependência típica em tropos de terror, como choques e músicas altas tocando repentinamente; ele também descreveu a tensão como "um monte de barulhos sinistros que causam pouco efeito", observando como a maior parte do tempo de execução é gasta no mistério de quais personagens são os protagonistas ou antagonistas.
Ao consagrar Burgess Meredith e Eileen Heckart como os melhores atores do filme, Richard Dyer, para o The Boston Globe, argumentou que o material deu aos atores pouco para trabalhar. Ele chamou Black de "particularmente inconsistente", disse que Reed estava "parecendo uma berinjela" e afirmou que Davis "tenta criar uma personagem de Bette Davis sem nenhuma fala em seu nível para trabalhar, então tudo que ela pode fazer é bufar e bufar muito".
O crítico de cinema Roger Ebert chamou o filme de "um mistério", concluindo: "Burnt Offerings simplesmente persiste, até que nos ocorre que os personagens são os únicos no cinema que não sabem o que vai acontecer a seguir". A revista Variety declarou: "O horror é expresso através de súbitos impulsos assassinos sentidos por Black e Reed, uma premissa que poderia ter sido interessante se o diretor Dan Curtis não tivesse confiado estritamente em um tratamento formulado".
Rovi Donald Guarisco, do Movie Guide, disse que o filme é "digno de ser redescoberto pelos fãs de terror que o perderam na primeira vez", e concluiu: "No final, Burnt Offerings é provavelmente um pouco metódico demais em seu ritmo para os espectadores acostumados à abordagem excitante do terror pós-anos 70, mas os fãs de terror experientes encontrarão muito para desfrutar..." Além da construção lenta do filme, Robert Martin, da Starburst, destacou seu elenco, particularmente a química entre Reed e Montgomery, a combinação "amorosa e assassina" de Black e a cena "desconfortável" de ataque cardíaco de Davis. No entanto, ele também sentiu que o produto geral foi retido por sua aparência de telefilme, em particular sua "cinematografia plana" e visuais que eram mais "inteligentes" do que assustadores.

## Prêmios e indicações
| Ano  | Cerimônia            | Categoria                | Indicado               | Resultado |
| ---- | -------------------- | ------------------------ | ---------------------- | --------- |
| 1977 | Prêmio Saturno       | Melhor filme de terror   | Melhor filme de terror | Venceu    |
| 1977 | Prêmio Saturno       | Melhor diretor           | Dan Curtis             | Venceu    |
| 1977 | Prêmio Saturno       | Melhor atriz coadjuvante | Bette Davis            | Venceu    |
| 1977 | Sitges Film Festival | Melhor diretor           | Dan Curtis             | Venceu    |
| 1977 | Sitges Film Festival | Melhor ator              | Burgess Meredith       | Venceu    |
| 1977 | Sitges Film Festival | Melhor atriz             | Karen Black            | Venceu    |

## Análise
"Burnt Offerings" fez parte de uma tendência nos filmes de terror dos anos 1970 focados no sobrenatural, como "The Omen" (1976), "Carrie" (1976), "Audrey Rose" (1977) e "The Amityville Horror" (1979).:124 Também foi um dos muitos filmes de terror dos anos 1970 e início dos anos 1980, como "The Texas Chainsaw Massacre" (1974) e "Poltergeist" (1982), que apresentou os impactos negativos da vida da classe média estadunidense, como o consumismo e o consumo conspícuo; no filme, a família é destruída por uma casa com a qual sonhavam, de aparência genérica, no meio do nada e destinada ao lazer.:4 No livro "An Introduction to American Movies" (1978), Steven C. Earley citou a queda de Ben (Oliver Reed) na janela de um carro como um exemplo da alta presença de violência em filmes da década de 1970.:117 Críticas retrospectivas viram a história do filme como uma crítica à obsessão pela propriedade e à destruição da família nuclear.

## Mídia doméstica
Em 26 de agosto de 2003, a MGM Home Entertainment lançou um DVD para a Região 1 do filme. O formato do vídeo original é em ecrã panorâmico (16:9), e também apresenta um comentário em áudio com Dan Curtis, Karen Black e William F. Nolan. O DVD foi mal recebido. Os críticos não gostaram da qualidade do vídeo, que parecia ter sido filmado com foco suave, e o áudio Dolby Digital Mono tornava as vozes turvas e indistintas.
O filme foi lançado em Blu-ray em 6 de outubro de 2015, pela Kino Lorber.

## Trilha sonora
Como a maioria das outras obras de Dan Curtis, a trilha sonora de "Burnt Offerings" foi composta e conduzida por Robert Cobert. Em 2011, anos após o lançamento do filme, o álbum original da trilha sonora completa foi lançado por Contraponto, e foi limitado a apenas 3.000 cópias. O álbum apresenta toda a trilha original de Cobert, além de faixas alternativas não usadas no filme. O encarte do CD tem 20 páginas e é ilustrado com fotos tiradas do set do filme durante a produção. A trilha sonora também pode ser encontrada no álbum de coleções "The Night Stalker and Other Classic Thrillers" (2000), de Robert Cobert.

### Lista de faixas
| N.º            | Título                                           | Duração  |  |
| 1.             | "Foreboding Evil"                                | 1:32     |  |
| 2.             | "Memories of a Lifetime"                         | 2:06     |  |
| 3.             | "17 Shore Road"                                  | 2:08     |  |
| 4.             | "Mrs. Allardyce's Room"                          | 0:53     |  |
| 5.             | "Music Box Theme"                                | 2:50     |  |
| 6.             | "Danger at the Pool"                             | 2:53     |  |
| 7.             | "Funeral Dream"                                  | 1:28     |  |
| 8.             | "The Pool After Dark"                            | 0:32     |  |
| 9.             | "Rendezvous Gone Wrong"                          | 2:10     |  |
| 10.            | "Aunt Elizabeth Investigates"                    | 2:06     |  |
| 11.            | "The Chauffeur"                                  | 1:04     |  |
| 12.            | "The Clocks Restart / The Gas Leaks"             | 0:50     |  |
| 13.            | "Marian & Aunt Elizabeth's Quarrel"              | 2:06     |  |
| 14.            | "Aunt Elizabeth Falls Ill"                       | 4:42     |  |
| 15.            | "Music Box Theme"                                | 1:29     |  |
| 16.            | "Terror Up the Stairs"                           | 2:19     |  |
| 17.            | "The Greenhouse"                                 | 0:26     |  |
| 18.            | "Rejuvenation and Attempted Escape"              | 2:44     |  |
| 19.            | "The Ride Back"                                  | 1:32     |  |
| 20.            | "Swimming Pool"                                  | 4:52     |  |
| 21.            | "Ben Confronts Terror"                           | 1:43     |  |
| 22.            | "The Final Horror"                               | 1:29     |  |
| 23.            | "A House Reborn / End Title"                     | 3:08     |  |
| 24.            | "Marian Rolfe"                                   | 0:32     |  |
| 25.            | "House Eternal"                                  | 1:42     |  |
| 26.            | "Family in Danger"                               | 1:35     |  |
| 27.            | "Main Title (Outtake)"                           | 3:18     |  |
| 28.            | "Music Box Theme (Piano Version 1)"              | 2:51     |  |
| 29.            | "Alternate Music Box Theme #1 (Celesta Version)" | 1:06     |  |
| 30.            | "Alternate Music Box Theme #2 (Piano Version 2)" | 2:21     |  |
| 31.            | "Music Box Theme (Shorter Version)"              | 2:37     |  |
| 32.            | "Main Title (Reprise–Outtake)"                   | 0:45     |  |
| Duração total: | Duração total:                                   | 01:05:22 |  |